# Liparetrus hilli
Liparetrus hilli är en skalbaggsart som beskrevs av Britton 1980. Liparetrus hilli ingår i släktet Liparetrus och familjen Melolonthidae. Inga underarter finns listade i Catalogue of Life.